# SORA新大阪21
SORA新大阪21（ソーラ新大阪21、ソーラしんおおさかにじゅういち）は、大阪府大阪市淀川区西宮原にある超高層ビル。

## 概要
1994年（平成6年）に開発された、オフィスとスポーツ施設等の複合施設である。
新大阪駅周辺土地区画整理事業の地区内に、大阪市の土地信託事業「新大阪駅周辺区画整理事業用地土地信託事業」として住友信託銀行（現・三井住友信託銀行）によって開発された。
2008年（平成20年）に野村不動産オフィスファンド投資法人（現 野村不動産マスターファンド投資法人）が192億51百万円で落札・取得し、大阪市は売却益41億円を計上した。
基準階面積は1,008.28平方メートル(305坪)。 

## 主な入居者
施設
- ムラマツ リサイタルホール 新大阪 - 1F[11]
- 大阪市立淀川スポーツセンター[12] - 3～5F[13]

事務所（オフィス）
- 京都銀行 新大阪支店
- 愛媛銀行 新大阪支店
- イワタニ近畿株式会社 本社[14]
- オール日本スーパーマーケット協会 本部[15]

なお、当ビルの住所（大阪府大阪市淀川区西宮原2丁目1番3号）を所在地（本店）として登記している法人は21法人ある（2023年9月29日時点）。

## 交通アクセス
- 西日本旅客鉄道（JR西日本）・東海旅客鉄道・大阪市高速電気軌道(Osaka Metro)御堂筋線：新大阪駅徒歩6分